# Кудра Володимир Пантелеймонович
 Володи́мир Ку́дра (псевдо: Бурлака, Заграва, Орест, Роман, ТМР, Р. Бурлака, Старий ; (нар. 1922, с. Малий Омеляник (нині частина м.Луцька) чи Боголюби, Луцький район Волинська область — пом. 8 липня 1955, с. Сушки Коростенський район, Житомирська область) — учасник українського повстанського руху, керував націоналістичним підпіллям у північних районах Житомирщини та Київщини. Сотенний УПА (1943), поручник (14.10.1951), відзначений Срібним Хрестом Заслуги (1952), Бронзовим Хрестом Бойової Заслуги, Бронзовим Хрестом Заслуги, медаллю «За боротьбу в особливо важких умовах».

## Життєпис
Походить Володимир Кудра з бідної селянської родини. У 1937 році закінчив Луцьку семирічку. Далі навчався на курсах садівників-городників. Станом на 1940 рік — випускник педагогічних курсів. Працював слюсарем на Луцькій авторемонтній базі.
Володимир Кудра став членом ОУН у 1939 році. Він входив до формування «Січ», «Господарської служби України». Протягом 1941 — перша половина 1943 років — провідник куща, референт СБ ОУН (б) в Луцькому р-ні. Починаючи із березня 1943 — березень 1944 років — чотовий І-ї сотні УПА «ім. Коновальця». Учасник кількох рейдів у Житомирській та Хмельницькій обл.
У березні 1944 року був відряджений на Холмщину. Згодом керував проводом Малинського району Житомирщини, очолював округи «Плацдарм» (Північна Київщина) та «Роздоріжжя» (Північна Житомирщина) (березень — травень 1945 року). Повернувся на Волинь у червні 1945 року. Відтоді до середини 1955 року — багаторазовий учасник пропагандистських походів на Східноукраїнські землі (СУЗ). Двічі важко поранений у ноги (осінь 1948 року, серпень 1949 року).
У 1952 році на його розшук керівництво МДБ відрядило 1700 співробітників.
Загинув разом з підпільником Олександром Усачем («Лисом») в сутичці з чекістсько-військовою групою, яка стала останнім боєм УПА на Житомирщині. За радянськими даними, у 1944—1955 роки на рахунку боївки В. Кудри було 11 «терактів», 112 нападів на колгоспи та магазини, 22 напади на сільради, 5 випадків затримання і звільнення радянського партійного активу, 77 випадків поширення підпільної літератури.